# Кособрюхов, Александр Дмитриевич
Александр Дмитриевич Кособрюхов (1894 — 1918, Одесса или 4 октября 1919) —  русский военный лётчик, поручик, участник Первой мировой войны, обладатель Георгиевского оружия (1917). После Октябрьской революции присоединился к Белому движению, служил в Добровольческой армии и в Вооружённых силах Юга России.

## Биография

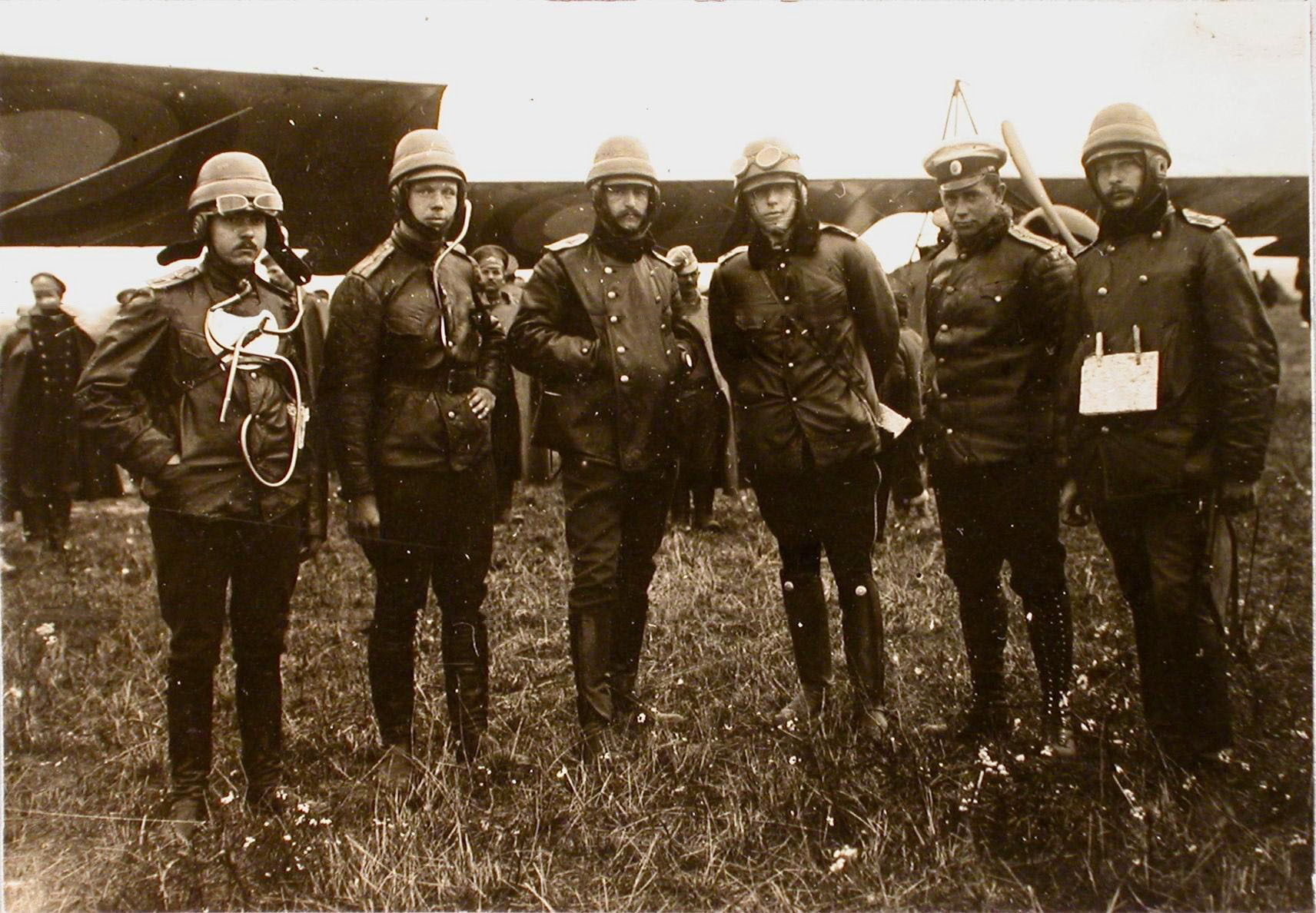
Слева направо: прапорщики Федоров и Кособрюхов, есаул Ткачев, поручик Бржезовский, лейтенант Дыбовский, поручик Журавлев. Польша, Карчевице, 1915

Александр Дмитриевич Кособрюхов родился в 1894 году. Общее образование получил в ремесленном училище, которое окончил в 1913 году. Затем поступил в Виленское военное училище. 1 октября 1914 года был выпущен из училища в чине подпоручика и был зачислен в армейскую пехоту. Служил 30-м пехотном запасном полку.
Окончил теоретические авиационные курсы при Петроградском политехническом институте в 1915 году и был распределен на обучение полетам в Севастопольскую военную авиационную школу, которую окончил в 1916 году. 21 января того же года получил звание военного лётчика и был направлен на службу в 1-й Кавказский авиационный отряд.
Принимал участие в воздушных боях Первой мировой войны. 3 июня 1916 году при неблагоприятных погодных условиях (сильном порывистом ветре) и под ружейным обстрелом врага произвёл воздушную разведку и добыл сведения об отступлении османских войск из города Байбурт. Благодаря этим данным, русские войска своевременно перегруппировались и начали преследовать противника в направлении Калкита. 22 мая 1917 года был удостоен Георгиевского оружия. 17 сентября 1917 года был произведён в чин поручика.
После Октябрьской революции присоединился к Белому движению, служил в  Добровольческой армии и в Вооружённых сил Юга России. В различных источниках данные о дальнейшей биографии Кособрюхова расходятся. По данным историка Сергея Волкова, Александр Дмитриевич служил в 7-м авиационном отряде. По состоянию на  сентябрь 1918 года находился в Феодосии, и в том же году покончил жизнь самоубийством (застрелился). По данным историков Валерия Шабанова и Михаила Нешкина, 20 февраля 1919 года Александр Кособрюхов был назначен лётчиком в 7-й авиационный отряд. После взятия частями Красной армии Одессы, ему удалось избежать плена. Служил в 1-м авиационном парке, а затем был переведён в 8-й авиационный отряд. Скончался 4 октября 1919 года от тифа.
Братом Александра был Николай Дмитриевич Кособрюхов (ум. до 1960, Париж) — военный лётчик, капитан, служил в 1-м Кавказском корпусном авиационном полку. После Октябрьской революции перешёл на службу во ВСЮР, где был произведён в поручики.

## Награды
Александр Дмитриевич был удостоен следующих наград:
- Георгиевское оружие (Приказ по армии и флоту от 22 мая 1917[4])
— «за то, что 3-го июня 1916 г., состоя в 1-м Кавказском авиационном отряде, военным летчиком, получив приказание, несмотря на самые неблагоприятные условия, при сильном порывистом ветре, причем над перевалом Куп-дачи пролетел на высоте 10 метров, подвергаясь все время ружейному обстрелу противника, произвел воздушную разведку, которой выяснил путь отступления неприятеля от г.Бай-бурта и, благодаря доставленным сведениям, была своевременно произведена перегруппировка сил и организовано преследование турок в направлении Калкита»
- Орден Святого Владимира 4-й степени с мечами и бантом (Приказ по войскам Кавказского фронта №3 5 от 20 мая 1917);
- Орден Святой Анны 3-й степени (Высочайший приказ от 1 января 1917);
- Орден Святого Станислава 3-й степени с мечами и бантом (Высочайший приказ от 11 октября 1916);
- Георгиевская медаль 4-й степени.